# Lentiai
Lentiai – miejscowość i gmina we Włoszech, w regionie Wenecja Euganejska, w prowincji Belluno.
Według danych na styczeń 2009 gminę zamieszkiwało 3012 osób przy gęstości zaludnienia 80,1 os./1 km².